# 滝川村 (群馬県)
滝川村（たきがわむら）は、群馬県の中央部、群馬郡に属していた村。

## 地理
- 河川：利根川、井野川、滝川

## 歴史
- 1889年（明治22年）4月1日 - 町村制施行により、下滝村、西横手村、宿横手村、中島村、上滝村、滝村、板井村、下斎田村、八幡原村、宇貫村が合併し、西群馬郡滝川村が成立する。
- 1896年（明治29年）4月1日 - 西群馬郡と片岡郡が統合し、群馬郡となる。
- 1956年（昭和31年）9月30日 - 京ヶ島村と合併し、群南村を新設する。

## 出身著名人
- 田口ツギ - 社会運動家